# Rolls-Royce Phantom IV
La Phantom IV è un'autovettura costruita dalla Rolls-Royce dal 1950 al 1956. L'autovettura fu destinata ai capi di Stato ed ai membri di alcune famiglie reali. Furono infatti prodotti solamente 18 esemplari. Fu l'unico modello Rolls-Royce a montare un motore a otto cilindri in linea. La cilindrata era di 5677 cm³

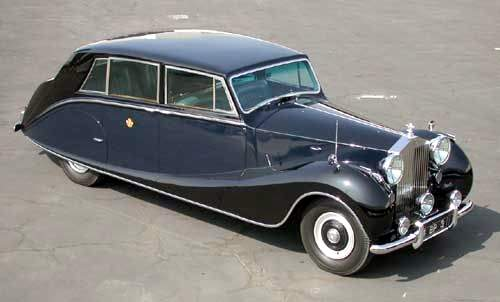
La Rolls-Royce Phantom IV della Regina Elisabetta

Il primo esemplare prodotto fu acquistato dalla Principessa Elisabetta di York, futura Regina Elisabetta II del Regno Unito. Prima dell'acquisto della Phantom IV la famiglia reale britannica preferiva le Daimler. La predilezione nei riguardi della Rolls-Royce continuò fino al 2002 con l'acquisto di una Bentley, la State Limousine. Nel 1952, con l'ascesa a trono di Elisabetta, il modello diventò auto di rappresentanza della monarchia britannica. Nel 1954 la Regina acquistò un'altra vettura Rolls-Royce di tipo landaulet, successivamente ritirata.
Delle vetture prodotte, sono due gli esemplari ancora utilizzati oggi nelle cerimonie ufficiali. Sono quella appartenente alla Regina Elisabetta II di Gran Bretagna e quella acquistata da Francisco Franco, dittatore spagnolo, e successivamente mantenuta da Juan Carlos I di Spagna.
Qui sotto sono elencati tutti i modelli ordinati per numero di telaio, anno di consegna, primo proprietario, tipologia di veicolo e carrozziere:
- 4AF2 (1950) Principessa Elisabetta del Regno Unito. Limousine (Mulliner).
- 4AF4 (1950) Rolls-Royce (esemplare utilizzato per i test e successivamente rottamato)
- 4AF6 (1951) Mohammad Reza Pahlavi, Scià di Persia. Cabriolet (Mulliner).
- 4AF8 (1951) Abdullah III Al-Salim Al-Sabah, Emiro del Kuwait. Berlina (Mulliner).
- 4AF10 (1951) Henry Windsor, duca di Gloucester. Limousine (Hooper).
- 4AF12 (1952) Marina di Grecia, duchessa di Kent. Limousine (Hooper).
- 4AF14 (1952) generale Francisco Franco. Limousine (Mulliner).
- 4AF16 (1952) generale Francisco Franco. Limousine (Mulliner).
- 4AF18 (1952) generale Francisco Franco. Cabriolet (Mulliner).
- 4AF20 (1952) Aga Khan III. Limousine sedanca de ville (Hooper).
- 4AF22 (1952) Talal ibn Abdul Aziz, principe d'Arabia. Cabriolet (Franay).
- 4BP1 (1953) Faysal II d'Iraq. Limousine (Hooper).
- 4BP3 (1953) Abd al-Ilah, principe reggente dell'Iraq. Limousine (Hooper).
- 4BP5 (1954) Elisabetta II del Regno Unito. Landaulet (Hooper).
- 4BP7 (1954) Margaret Windsor. Limousine (Mulliner).
- 4CS2 (1955) Abdullah III Al-Salim Al-Sabah, Emiro del Kuwait. Berlina (Mulliner)
- 4CS4 (1956) Abdullah III Al-Salim Al-Sabah, Emiro del Kuwait. Berlina (Mulliner)
- 4CS6 (1957) Mohammad Reza Pahlavi, Scià di Persia. Limousine (Hooper).

## Apparizioni nei film
Il modello comparì nel film Arabesque (1966). L'esemplare apparteneva al duca di Gloucester (numero di telaio, 4AF10)